# Kanton Jegun
Der Kanton Jegun war bis 2015 ein französischer Wahlkreis in der Region Midi-Pyrénées. Er lag im Arrondissement Condom und im Département Gers. Hauptort war Jegun.
Der zehn Gemeinden umfassende Kanton war 193,03 km² groß und hatte 3.907 Einwohner (Stand 2012).
| Gemeinde         | Einwohner 2012 | Code postal | Code Insee |
| ---------------- | -------------- | ----------- | ---------- |
| Antras           | 53             | 32360       | 32003      |
| Biran            | 391            | 32350       | 32054      |
| Castillon-Massas | 251            | 32360       | 32089      |
| Jegun            | 1155           | 32360       | 32162      |
| Lavardens        | 402            | 32360       | 32204      |
| Mérens           | 64             | 32360       | 32251      |
| Ordan-Larroque   | 940            | 32350       | 32301      |
| Peyrusse-Massas  | 102            | 32360       | 32316      |
| Roquefort        | 268            | 32390       | 32347      |
| Saint-Lary       | 281            | 32360       | 32384      |
| Kanton Jegun     | 3907           | –           | 3211       |